# Dhayet Bendhahoua
Dhayet Bendhahoua là một đô thị thuộc tỉnh Ghardaïa, Algérie. Dân số thời điểm năm 2002 là 9.199 người.